# Wakinozaur
Wakinozaur (Wakinosaurus satoi) – dinozaur z rodziny allozaurów (Allosauridae).
Żył w okresie późnej kredy (ok. 99–93 mln lat temu) na obrzeżach Azji. Jego szczątki znaleziono w Japonii (na wyspie Kiusiu).